# جردن کرنستن
جردن کرنستن (انگلیسی: Jordan Cranston؛ زادهٔ ۱۱ نوامبر ۱۹۹۳) بازیکن فوتبال اهل بریتانیا است.
از باشگاه‌هایی که در آن بازی کرده‌است می‌توان به باشگاه فوتبال چلتنهام تاون، باشگاه فوتبال گیتزهد، باشگاه فوتبال ولورهمپتون واندررز، باشگاه فوتبال لینکولن سیتی، باشگاه فوتبال نانیتون تاون، و باشگاه فوتبال نوتس کانتی اشاره کرد.
وی همچنین در تیم ملی فوتبال Wales U19 بازی کرده‌است.